# Dimetilsulfoxid
Dimetilsulfoxidul (prescurtat DMSO) cunoscut de asemenea și ca sulfoxid de dimetil, este un compus organic cu sulf cu formula (CH3)2SO. Acest lichid incolor e un important solvent aprotic polar care dizolvă compușii polari și nepolari, fiind miscibil în apă și într-o varietate mare de solvenți.

## Obținere
A fost sintetizat pentru prima oară în 1866 de chimistul rus Alexander Zaițev, care și-a raportat descoperirile în 1867. Sulfoxidul de dimetil e produs din sulfura de dimetil. E produs industrial prin oxidarea sulfurii de dimetil cu dioxidul de azot. Se poate oxida la dimetilsulfonă: